# Fouzia Fatihi
Fouzia Fatihi (* 7. August 1970) ist eine ehemalige marokkanische Leichtathletin, die sich auf das Kugelstoßen spezialisiert hat. Ihren größten Erfolg feierte sie mit dem Afrikameistertitel 1992 in Belle Vue Maurel.

## Sportliche Laufbahn
Erste internationale Erfahrungen sammelte Fouzia Fatihi vermutlich im Jahr 1989, als sie bei den Spielen der Frankophonie in Casablanca mit einer Weite von 13,80 m den sechsten Platz im Kugelstoßen belegte. Im Jahr darauf gewann sie bei den Afrikameisterschaften in Kairo mit 14,12 m die Bronzemedaille hinter der Ägypterin Hanan Ahmed Khaled und Elizabeth Olaba aus Kenia und 1991 gelangte sie bei den Mittelmeerspielen in Athen mit 15,04 m auf den sechsten Platz. Im Jahr darauf siegte sie mit 15,82 m bei den Afrikameisterschaften in Belle Vue Maurel und siegte mit 15,59 m bei den Panarabischen Spielen in Damaskus. Anschließend belegte sie beim IAAF World Cup mit 14,87 m den siebten Platz. 1993 belegte sie bei den Mittelmeerspielen in Narbonne mit 15,49 m den sechsten Platz und im Jahr darauf gelangte sie bei den Spielen der Frankophonie in Bondoufle mit 15,35 m auf Rang vier. Anschließend wurde sie beim IAAF World Cup in London mit 15,48 m Siebte. 1995 siegte sie dann mit 15,62 m bei den Arabischen Meisterschaften in Kairo.
In den Jahren von 1989 bis 1991 sowie von 1993 bis 1995 und 1997 sowie von 2000 bis 2003 wurde Malloussi marokkanische Meisterin im Kugelstoßen.